# 張開儒
張 開儒（ちょう かいじゅ）は、清末民初の軍人。滇軍（雲南軍、雲南派）の指導者の1人。滇軍の中では、孫文を一貫して支持し続けた。字は藻林。

## 事跡

### 清末から護国戦争まで
1885年（光緒11年）、秀才となる。1901年（光緒27年）、昆明に赴いて五華書院に入る。後に武備学堂に入って軍事を学んだ。
1904年（光緒30年）、日本に留学し、東京振武学校、陸軍士官学校に入学した。1905年（光緒31年）、中国同盟会に加入し、革命派の雑誌である『民報』や『雲南』雑誌の刊行に携わった。1908年（光緒34年）、陸士歩兵科を卒業して帰国し、雲南陸軍講武堂教官兼提調に就任した。1911年（宣統3年）10月、武昌起義に呼応して昆明で起きた革命派の蜂起（重九起義）に参加した。
雲南軍政府が成立すると、張開儒は援川軍第1梯団副梯団長兼聯隊長（梯団長は謝汝翼）に任命される。そして、四川省の革命派を支援するために遠征した。1913年（民国2年）、滇軍迤南辺防第1旅上校旅長に任命され、開化（現在の文山市）に駐屯した。1915年（民国4年）12月、護国戦争（第三革命）が勃発すると、護国軍第2軍第1梯団長（軍長は李烈鈞）として、広西省、広東省へ遠征した。

### 護法戦争以降
1916年（民国5年）6月、護国戦争終結後は、韶関（広東省）に駐屯した。同年、護国軍第2軍が滇軍第3師、第4師に改変されると、張開儒は第3師師長となり、あわせて南韶連鎮守使を兼任した。1917年（民国6年）9月、孫文が広州軍政府（護法軍政府）を樹立すると、張は軍政府陸軍部総長に任命された。しかし、1918年（民国7年）5月に大元帥制が総裁制（7総裁による集団指導制）に改められると、まもなく孫文は失脚する。張もまた総裁の1人唐継尭（滇軍）の排斥に遭って各役職から罷免され、ついには逮捕・収監されてしまう。
1920年（民国9年）11月、広西派や主席総裁岑春煊の失脚に伴い、張は釈放され、護法滇軍総司令に任命された。しかし、今度は広東軍の陳炯明により武装解除されてしまった。1921年（民国10年）2月、孫文から雲南北伐軍副総司令に任命された。
1922年（民国11年）3月、顧品珍に追われていた唐継尭が雲南に戻って復権すると、これに備えるために広西の柳州などに駐屯した。同年6月、陳炯明が孫文と決裂してこれを攻撃すると、張は陳の討伐に向かった。ところが途中の桂平（広西省）で、部下の楊希閔に軍権を奪い取られてしまう。
1923年（民国12年）4月、孫文の陸海軍大元帥大本営において参謀長に任命された。同年10月、参軍長に異動し、陸軍上将の位を授与された。1924年（民国13年）9月、大本営高等顧問となったが、まもなく辞任し、以後はマカオに寓居した。1927年（民国16年）、昆明に戻り、雲南省政府顧問として省政府主席竜雲に助言した。
1935年（民国24年）7月7日、昆明にて死去。享年67。